# Monica Schildt
Monica Schildt, född 7 april 1920 i Lovisa, Finland, död 2016, var en finlandssvensk skådespelare, journalist och librist. Hon var dotter till författaren Runar Schildt.

## Filmografi
- 1941 – Lärarinna på vift
- 1943 – Sonja
- 1945 – Blod och eld
- 1946 – Kris
- 1946 – Djurgårdskvällar

## Teaterroller (ej komplett)
| År   | Roll           | Produktion                                              | Regi           | Teater                   |
| ---- | -------------- | ------------------------------------------------------- | -------------- | ------------------------ |
| 1944 | Marthe         | Hotellrummet Pierre Rocher                              | Ingmar Bergman | Boulevardteatern         |
| 1944 |                | Spelhuset Hjalmar Bergman                               | Ingmar Bergman | Dramatikerstudion        |
| 1944 | Mamma          | Rödluvan och vargen Robert Bürkner                      | Ingmar Bergman | Boulevardteatern         |
| 1944 | Häxa 2 En page | Macbeth William Shakespeare                             | Ingmar Bergman | Helsingborgs stadsteater |
| 1945 | Mere Noble     | Kriss-Krass-Filibom, revy Rune Moberg och Sture Ericson | Ingmar Bergman | Helsingborgs stadsteater |
| 1945 | Martha         | Älskling jag ger mig Mark Reed                          | Sture Ericson  | Helsingborgs stadsteater |
| 1945 | Unga flickan   | Jacobowsky och översten Franz Werfel                    | Ingmar Bergman | Helsingborgs stadsteater |
| 1945 | Fru Svensson   | Rabies Olle Hedberg                                     | Ingmar Bergman | Helsingborgs stadsteater |

## Utmärkelser
- Riddare av Akademiska palmen,  1987[9]

[Redigera Wikidata]

### Fotnoter
1. ↑  ”Nytt arkivmaterial på SLS”. Svenska Litteratursällskapet i Finland. https://journal.fi/htf/article/view/64151/37472. Läst 8 april 2020.
2. ↑  ”Hotellrummet”. Stiftelsen Ingmar Bergman. http://ingmarbergman.se/verk/hotellrummet. Läst 16 oktober 2015.
3. ↑  ”Spelhuset/Herr Sleeman kommer”. Stiftelsen Ingmar Bergman. http://ingmarbergman.se/verk/spelhusetherr-sleeman-kommer. Läst 16 oktober 2015.
4. ↑  ”Rödluvan och vargen”. Stiftelsen Ingmar Bergman. http://ingmarbergman.se/verk/rödluvan-och-vargen. Läst 16 oktober 2015.
5. ↑  ”Macbeth”. Stiftelsen Ingmar Bergman. http://ingmarbergman.se/verk/macbeth-0. Läst 16 oktober 2015.
6. ↑  ”Kriss-Krass-Filibom”. Stiftelsen Ingmar Bergman. http://ingmarbergman.se/verk/kriss-krass-filibom. Läst 16 oktober 2015.
7. ↑  ”Jacobowsky och översten”. Stiftelsen Ingmar Bergman. http://ingmarbergman.se/verk/jacobowsky-och-översten. Läst 16 oktober 2015.
8. ↑  ”Rabies”. Stiftelsen Ingmar Bergman. http://ingmarbergman.se/verk/rabies-0. Läst 16 oktober 2015.
9. ↑  läs online, amopafinlande.files.wordpress.com  , läst: 27 september 2023.[källa från Wikidata]